# Ішков Олександр Якимович
Олександр Якимович Ішков (нар. 29 серпня 1905, місто Ставрополь, тепер Ставропольського краю, Російська Федерація — 1 червня 1988, місто Москва) — радянський діяч, міністр рибного господарства СРСР. Депутат Верховної Ради СРСР 2-го, 7—9-го скликань. Кандидат у члени ЦК КПРС у 1956—1981 роках. Герой Соціалістичної Праці (28.08.1975).

## Біографія
Народився в родині робітника.
Трудову діяльність розпочав у 1919 році учнем та підручним майстра електромеханічної майстерні в Ставрополі. З березня 1921 року — електромонтер у місті Ставрополі.
У 1925—1927 роках — інструктор, секретар агітаційно-пропагандистського відділу Ставропольського окружного комітету ВЛКСМ.
Член ВКП(б) з 1927 року.
У 1927—1929 роках — секретар Благодарненського районного комітету ВЛКСМ Ставропольського краю.
У 1929—1930 роках — слухач практичної академії імені Андрєєва в місті Новоросійську.
У 1930 році — завідувач організаційного відділу, в 1931—1933 роках — заступник голови Азово-Чорноморської крайрибакспілки.
У 1933—1939 роках — голова Кубанської міжрайрибакспілки; керуючий Азово-Чорноморського державного тресту Головриби; керуючий Волго-Каспійського державного тресту Головриби Народного комісаріату харчової промисловості СРСР.
У січні 1939 — 3 липня 1940 року — заступник народного комісара рибної промисловості СРСР.
3 липня 1940 — 8 травня 1946 року — народний комісар (міністр) рибної промисловості СРСР.
8 травня 1946 — 28 грудня 1948 року — міністр рибної промисловості західних районів СРСР.
28 грудня 1948 — 6 лютого 1950 року — міністр рибної промисловості СРСР.
У лютому 1950 — 1952 року — заступник міністра рибної промисловості СРСР.
У 1952—1953 роках — начальник Головного управління рибної промисловості Азово-Чорноморського басейну Міністерства рибної промисловості СРСР.
У березні — листопаді 1953 року — начальник Головного управління рибної промисловості південних басейнів Міністерства промисловості продовольчих товарів СРСР.
У 1953—1954 роках — 1-й заступник міністра промисловості продовольчих товарів СРСР.
6 квітня 1954 — 10 травня 1957 року — міністр рибної промисловості СРСР.
У 1957 році закінчив заочно теоретичний курс Ростовського педагогічного інституту.
У липні 1957 — червні 1960 року — начальник відділу рибного господарства Держплану СРСР — міністр СССР.
У червні 1960 — липні 1962 року — начальник Головного управління рибного господарства при Держплані СРСР — міністр СРСР.
12 червня 1962 — 21 січня 1963 року — голова Державного комітету Ради міністрів СРСР по рибному господарству.
21 січня 1963 — травень 1964 року — голова Державного комітету по рибному господарству при Раді народного господарства СРСР — міністр СРСР. У травні 1964 — 2 жовтня 1965 року — голова Державного виробничого комітету по рибному господарству при Раді народного господарства СРСР — міністр СССР.
2 жовтня 1965 — 6 лютого 1979 року — міністр рибного господарства СРСР.
Указом Президії Верховної Ради СРСР від 28 серпня 1975 року за великі заслуги перед Радянською державою в розвитку рибного господарства і в зв'язку з сімдесятиріччя з дня народження Ішкову Олександру Якимовичу присвоєно звання Героя Соціалістичної Праці з врученням ордена Леніна і золотої медалі «Серп і Молот».
У 1978 році слідчими органами була порушена так звана «рибна справа» (або справа «Океан»), причому одним з головних обвинувачуваних був заступник міністра рибного господарства СРСР Володимир Ілліч Ритов, який потім був засуджений до розстрілу. Олександр Ішков був відправлений на пенсію.
З лютого 1979 року — персональний пенсіонер союзного значення в Москві.
Помер 1 червня 1988 року. Похований на Кунцевському цвинтарі Москви.

## Нагороди і звання
- Герой Соціалістичної Праці (28.08.1975)
- п'ять орденів Леніна (1.08.1936; 7.08.1955; 13.04.1963; 28.08.1965; 28.08.1975)
- орден Жовтневої Революції (25.08.1971)
- орден Червоного Прапора (25.08.1943)
- орден Трудового Червоного Прапора (2.04.1939)
- медалі
- Почесний громадянин Старої Загори (1964)[1]